# Самјуел Грот
Самјуел "Сем" Грот (енгл. Samuel "Sam" Groth; рођен 19. октобра 1987. године у Нарандери, Аустралија) је бивши аустралијски тенисер. Најбољи пласман на АТП листи у појединачној конкуренцији достигао је у августу 2015. када је заузимао 53. место. У конкуренцији парова најбоља позиција му је 24. место из фебруара 2015.
2014. је освојио АТП турнир у Боготи у пару са Крисом Гучионеом. У финалу су побеђени Колумбијци Бариентос и Кабал у три сета. Са истим партнером дошао је до своје прве титуле на трави (друге заједничке), на турниру у Њупорту 2016. где су у финалу савладали британско-канадску комбинацију Џонатан Мареј/Адил Шамаздин.
9. маја 2012. Грот је на челенџеру у Бусану одсервирао најбржи сервис у историји тениса који је ишао брзином од 263 km/h. Током меча са Белорусом Владимиром Игнатиком који је изгубио у два сета, такође је одсервирао два снажна сервиса који су ишли брзинама од 253,5 km/h и 255,7 km/h.
Професионалну тениску каријеру завршио је на Отвореном првенству Аустралије 2018. где је у пару са Лејтоном Хјуитом стигао до четвртфинала.

## АТП финала

### Парови: 5 (2–3)
| Легенда                        |
| ------------------------------ |
| Гренд слем турнири (0–0)       |
| Завршно првенство сезоне (0–0) |
| АТП мастерс 1000 (0–0)         |
| АТП 500 (0–1)                  |
| АТП 250 (2–2)                  |

| Финала по подлози |
| ----------------- |
| Тврда (1–3)       |
| Шљака (0–0)       |
| Трава (1–0)       |

| Финала по локацији |
| ------------------ |
| Отворено (2–2)     |
| Дворана (0–1)      |

| Исход     | Бр. | Датум               | Турнир            | Подлога   | Партнер      | Противници                      | Резултат                   |
| --------- | --- | ------------------- | ----------------- | --------- | ------------ | ------------------------------- | -------------------------- |
| Победник  | 1.  | 20. јул 2014.       | Богота, Колумбија | Тврда     | Крис Гучиони | Николас Бариентос Хуан С. Кабал | 7–6(7–5), 6–7(3–7), [11–9] |
| Финалиста | 1.  | 3. август 2014.     | Вашингтон, САД    | Тврда     | Леандер Паес | Жан-Жилијен Ројер Орија Текау   | 5–7, 4–6                   |
| Финалиста | 2.  | 28. септембар 2014. | Шенџен, Кина      | Тврда     | Крис Гучиони | Жан-Жилијен Ројер Орија Текау   | 4–6, 6–7(4–7)              |
| Финалиста | 3.  | 19. октобар 2014.   | Москва, Русија    | Тврда (д) | Крис Гучиони | Франтишек Чермак Јиржи Весели   | 6–7(2–7), 5–7              |
| Победник  | 2.  | 17. јул 2016.       | Њупорт, САД       | Трава     | Крис Гучиони | Џонатан Мареј Адил Шамаздин     | 6–4, 6–3                   |